# Боровлянська сільська рада (Притобольний район)
Боровля́нська сільська рада (рос. Боровлянский сельский совет) — сільське поселення у складі Притобольного району Курганської області Росії.
Адміністративний центр — село Боровлянка.
Населення сільського поселення становить 1154 особи (2021; 1473 у 2010, 1985 у 2002).
30 травня 2018 року до складу сільського поселення була включена територія площею 230,20 км² ліквідованої Притобольної сільської ради (село Притобольне, присілок Ясна).

## Склад
До складу сільського поселення входять:
| Населений пункт    | Населення, осіб (2002) | Населення, осіб (2010) |
| ------------------ | ---------------------- | ---------------------- |
| Боровлянка, село   | 1086                   | 867                    |
| Мочалово, присілок | 271                    | 194                    |
| Притобольне, село  | 447                    | 319                    |
| Ясна, присілок     | 181                    | 93                     |